# Hyllested Sogn (Syddjurs Kommune)
 For alternative betydninger, se Hyllested Sogn. (Se også artikler, som begynder med Hyllested Sogn)
Hyllested Sogn er et sogn i Syddjurs Provsti (Århus Stift).
I 1800-tallet var Rosmus Sogn anneks til Hyllested Sogn. Begge sogne hørte til Djurs Sønder Herred i Randers Amt. Hyllested-Rosmus  sognekommune blev ved kommunalreformen i 1970 indlemmet i Ebeltoft Kommune, som ved strukturreformen i 2007 indgik i Syddjurs Kommune.
I Hyllested Sogn ligger Hyllested Kirke.
I sognet findes følgende autoriserede stednavne:
- Gratbjerg (areal)
- Hulgaden (bebyggelse)
- Hylleslevholm (bebyggelse)
- Hyllested (bebyggelse, ejerlav)
- Hyllested Skovgårde (bebyggelse, ejerlav)
- Jernhatten (areal)
- Kærsholm (bebyggelse)